# Eugenio Saenz
Eugenio Saenz – jednostka osadnicza w Stanach Zjednoczonych, w stanie Teksas, w hrabstwie Starr.